# Eisenbahnbrücke Mellingen

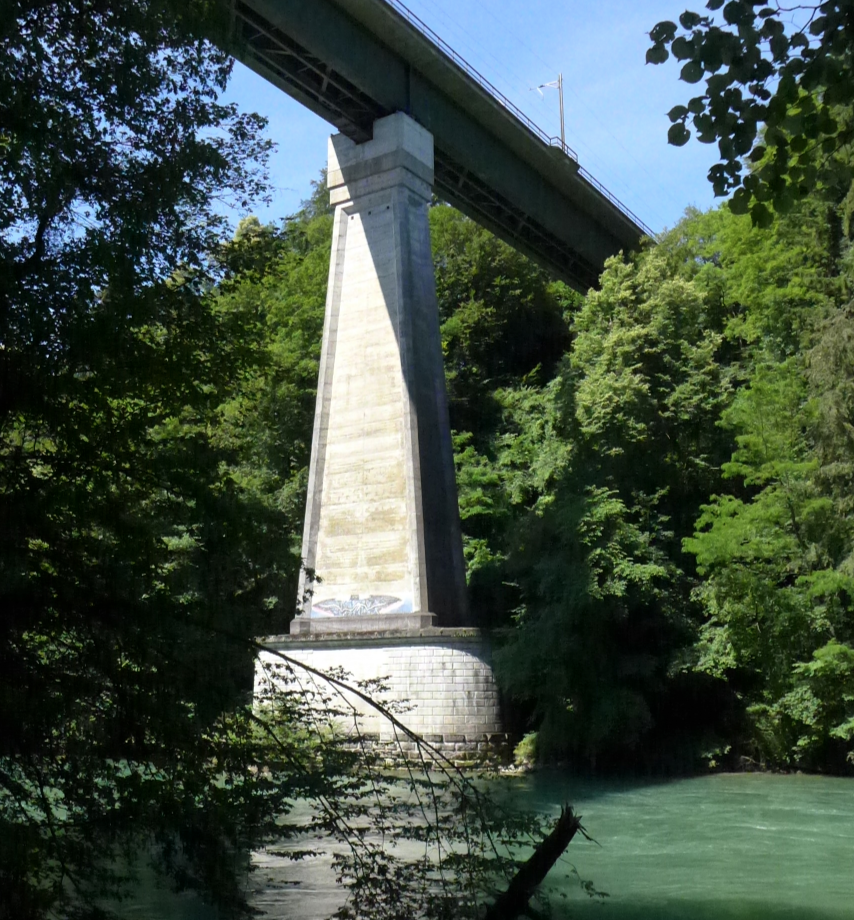
Brücke über die Reuss

Die Eisenbahnbrücke Mellingen führt die Bahnstrecke Zürich–Heitersberg–Lenzburg und die Strecke Wettingen–Lenzburg über die Reuss im Kanton Aargau in der Schweiz.

## Geschichte
Die Brücke wurde 1877 von der Schweizerischen Nationalbahn (SNB) als Teil der neuen Bahnstrecke von Wettingen nach Zofingen gebaut. Der Entwurf stammte von Moritz Probst und Jules Röthlisberger. Die Baufirma Ott & Cie., Bern, und die Bell Maschinenfabrik in Kriens führten den einspurigen Brückenbau mit einem sechs Meter hohen schmiedeeisernen Träger aus Rautenfachwerk mit obenliegender Fahrbahn aus. Zwei Pfeiler waren schmiedeeiserne Röhrenpfeiler mit Fachwerk, der dritte war ein Mauerwerkspfeiler.

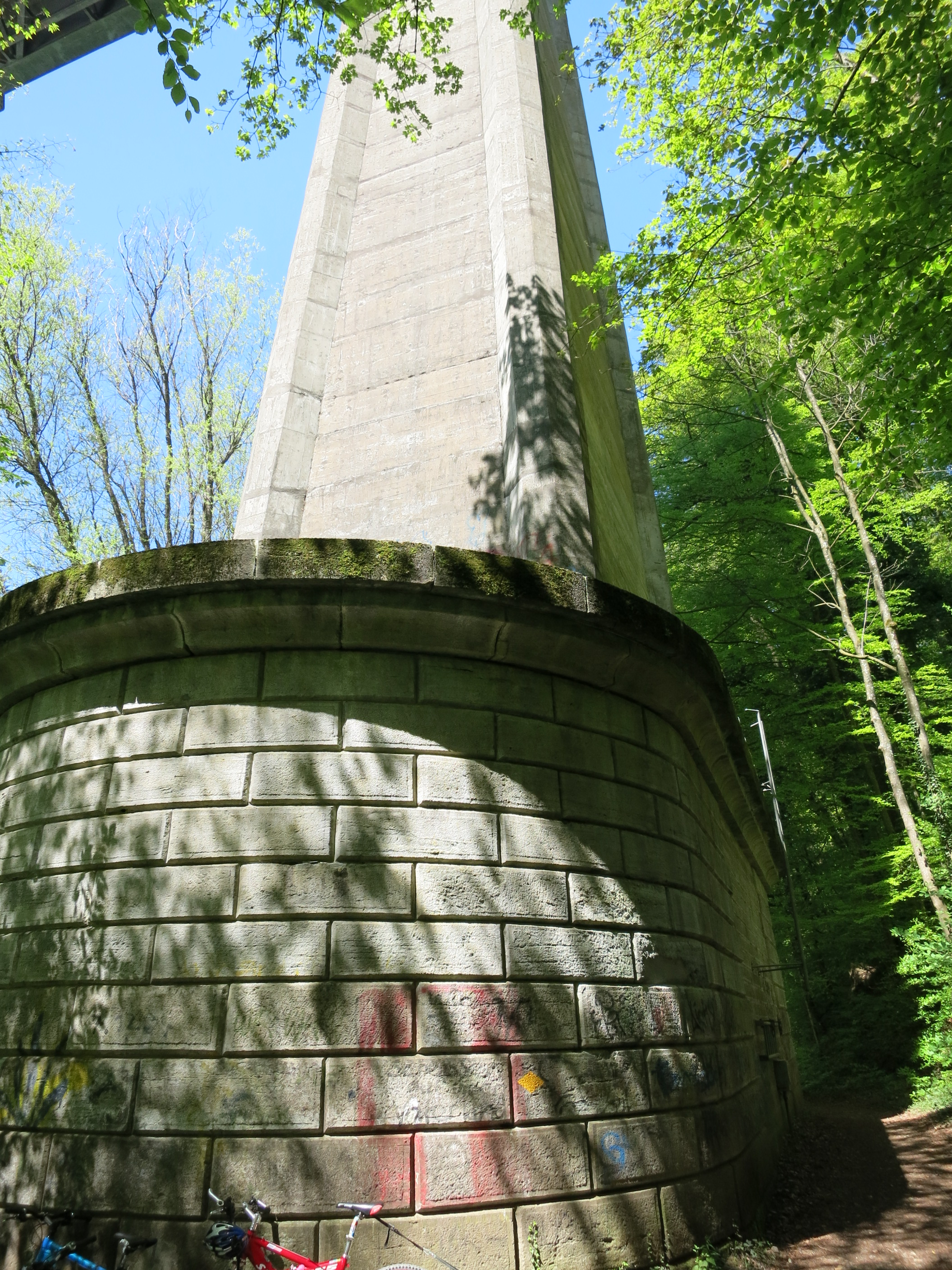
Pfeiler der Eisenbahnbrücke Mellingen, Mauerwerksockel, darüber in Beton eingegossener früherer Stahlpfeiler

1932 liessen die Schweizerischen Bundesbahnen (SBB) den Träger mit der Fahrbahn verstärken und die eisernen Pfeiler einbetonieren.
Auf die Eröffnung der Heitersberglinie ersetzten die SBB von 1972 bis 1973 den eisernen Fachwerkträger durch eine zweispurige Verbundkonstruktion aus einem Blechträger mit einem Schottertrog aus Stahlbeton. Der Entwurf von 1972 stammt von Basler & Hofmann, Zürich, die Ausführung besorgte die Stahlbaufirma Zschokke Wartmann AG, Brugg.

## Situation
Die Brückenstelle liegt 1,5 Kilometer nordwestlich des Städtchens Mellingen über der Reuss, die hier die Gemeindegrenze zwischen Mellingen und Wohlenschwil bildet. Der Fluss durchbricht an dieser Stelle eine noch stark ausgeprägte Endmoräne (oder die Mittelmoräne Gruemet) des ehemaligen Reussgletschers in einer engen, rund 50 Meter tiefen Schlucht, weshalb beim Bau der Bahnstrecke nur eine relativ kurze Brücke von 193 Metern Länge nötig war. Rechts des Flusses liegt das Widerlager der Brücke auf dem Hügel Gruemet im Gemeindegebiet von Mellingen nahe bei der Verzweigung der beiden Linien nach Zürich und nach Baden.
Die alte Bahnstation Mellingen lag nördlich des Gruemet an der NOB-Strecke, die neue Bahnstation Mellingen Heitersberg befindet sich zwischen der Verzweigung und dem Westportal des Heitersbergtunnels, neben der Hauptstrasse von Mellingen nach Fislisbach. Die alte Station dient heute als Verladebahnhof für das SOCAR-Tanklager Mellingen.